# Éole (avion)
Pour les articles homonymes, voir Éole (homonymie).
Dimensions
L'Éole (du nom d'Éole, maître des vents dans la mythologie grecque) est le premier prototype d'avion — de type aérodyne — construit par Clément Ader. S'inspirant de la morphologie des chauves-souris, l'appareil fut testé le 9 octobre 1890, dans le parc du château de Gretz-Armainvilliers : il aurait réussi à s'élever à quelque 20 cm du sol, sur 50 mètres environ, marquant ainsi le début de l'aviation.

## Histoire
Ader s'était procuré des roussettes des Indes, gigantesques chauves-souris dépassant 1,10 mètre d'envergure. Il les avait observées planer dans une volière construite dans son jardin, à Paris. C'est en s'inspirant des ailes de ces chiroptères qu'il conçut l'Éole.

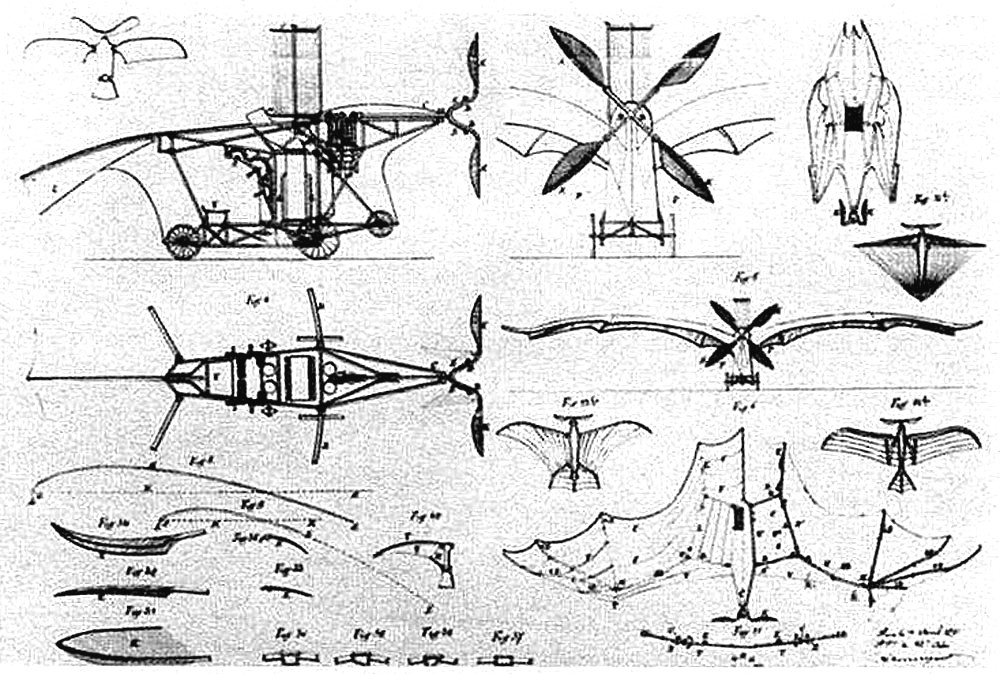
Dessin du brevet déposé par Clément Ader.

D'une longueur de 4,6 mètres et d'une envergure de 13,5 mètres, l'Éole est constitué d'une armature en bois recouverte de soie élastique. Il est équipé d'un moteur à vapeur à 4 cylindres avec un brûleur à alcool, fournissant une puissance totale de 20 chevaux. Son hélice en bambou est constituée de 4 pales de 2,6 mètres de diamètre. L'image ci-contre donne une bonne représentation de l'engin, sauf en ce qui concerne le train d'atterrissage qui était constitué de roues.
Clément Ader testa son appareil dans le parc du château de Gretz-Armainvilliers, au sud-est de Paris, sur une piste de 200 mètres de long. L'expérimentation était financée par le baron Péreire, un important banquier qui avait entre autres participé aux opérations immobilières liées à la modernisation de Paris dirigée par le préfet Haussmann. Le 9 octobre 1890, l'Éole aurait fait un bond d'une vingtaine de centimètres de hauteur sur environ 50 mètres (300 mètres pour l'« Avion III »),, sans un véritable contrôle de l'appareil par Ader. 
L'armée est intéressée par le projet, et les militaires commandent à Ader un appareil plus puissant : c'est alors que débute la conception de l'« Avion II ».
De nombreuses répliques d'Éole ont été conçues, certaines ayant effectué de petits vols avec succès. Une réplique disposant d'un moteur plus puissant (30 ch) a volé à Meaux-Esbly en juin 1990.